# JAC iEV6E
Der JAC iEV6E ist ein elektrisch angetriebener Kleinstwagen. Er wurde von JAC auf der Plattform des JAC Yueyue hergestellt. Markteinführung war im April 2017 auf der Auto Shanghai. Das Fahrzeug wird von einem Elektromotor mit 59 kW (80 PS) Leistung und einem Drehmoment von 175 Nm angetrieben. Die Reichweite beträgt 152 km, die Höchstgeschwindigkeit gibt der Hersteller mit 102 km/h an. 2017 wurden in China rund 30.000 Exemplare verkauft, in Deutschland war es nicht erhältlich.

## Bilder

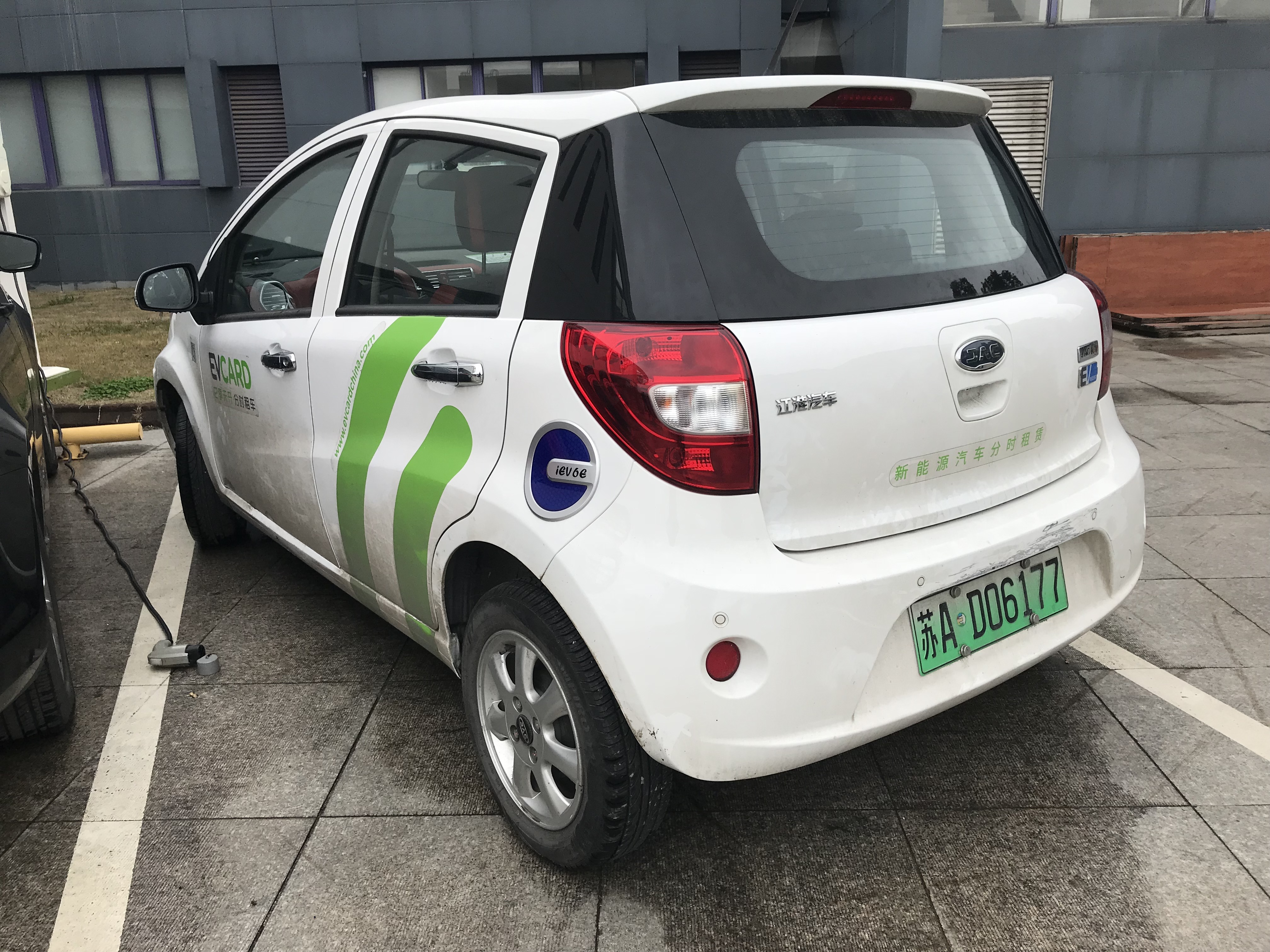
Heckansicht